# Norbert Baas

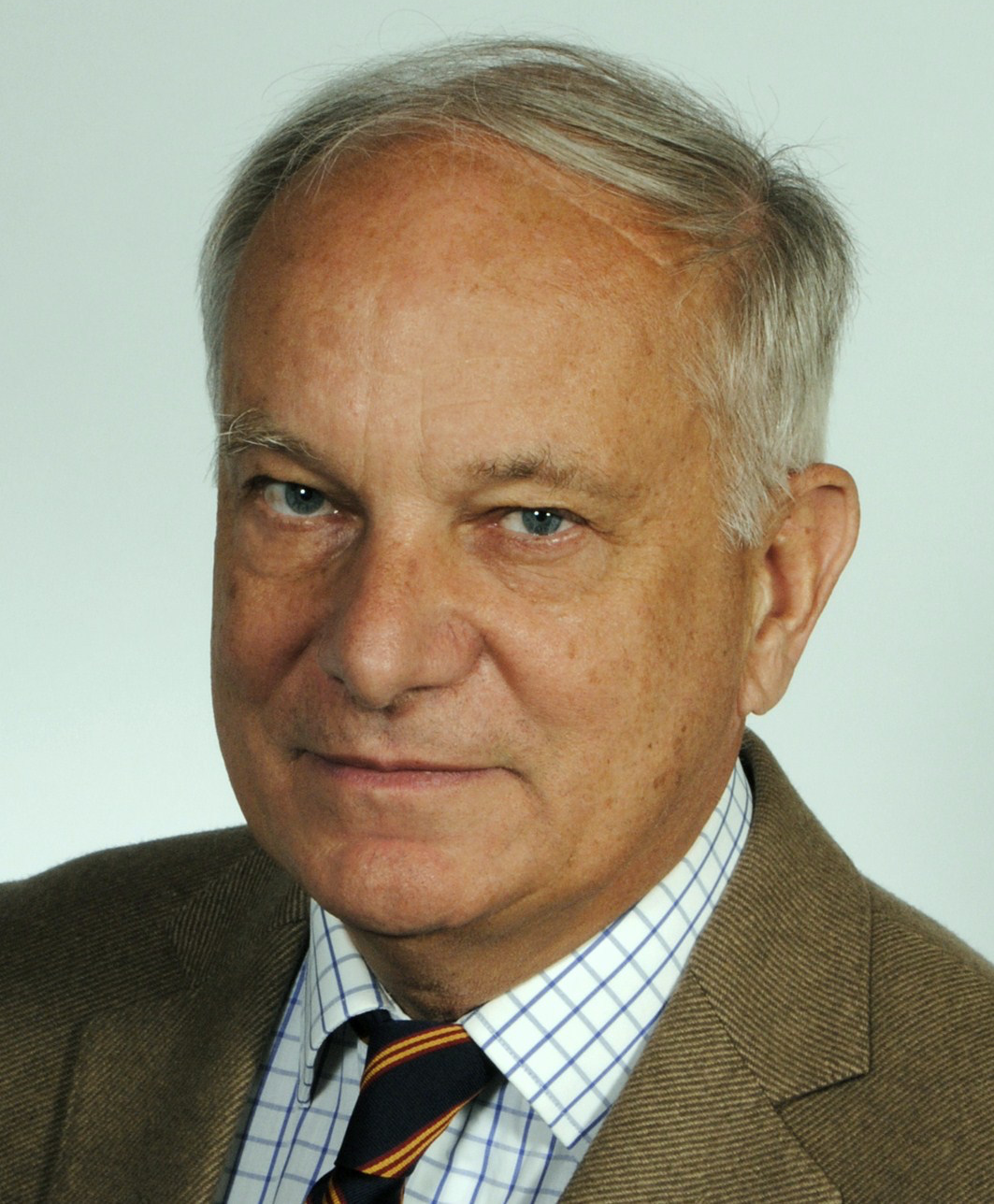
Norbert Baas (2014)

Norbert Baas (* 29. April 1947 in Hamburg) ist ein deutscher Diplomat und war von 1995 bis 1998 Botschafter der Bundesrepublik Deutschland in Georgien, von 2007 bis 2009 Botschafter in Südkorea, und von Oktober 2009 bis Juli 2012 Botschafter der Bundesrepublik Deutschland in der Republik Indonesien, bei ASEAN und in Osttimor. Zum 1. August 2012 trat er in den Ruhestand und lebt seitdem in Berlin.

## Leben
Nach einem Wechsel vom Studium Wirtschaftsingenieurwesen mit der Fachrichtung Maschinenbau zur Volkswirtschaftslehre folgten der Abschluss als Diplom-Volkswirt an der TU Berlin, ein Aufbaustudium Internationale Beziehungen an der School of Advanced International Studies der Johns Hopkins University in Bologna und am Europäischen Hochschulinstitut Florenz, das er mit einer Promotion zum Dr. phil. 1978 beendete.
Nach dem Eintritt in den Auswärtigen Dienst 1978 folgten Verwendungen im Auswärtigen Amt in Bonn (KSZE-Referat), an der Ständigen Vertretung bei der OECD in Paris sowie an der Botschaft im Irak.
Von 1987 bis 1991 war Baas Persönlicher Referent der Staatsminister im Auswärtigen Amt Jürgen W. Möllemann und Helmut Schäfer. Während dieser Zeit erfolgte 1989 auch die Teilnahme an einem Lehrgang am Royal College of Defence Studies in London. Anschließend folgte eine Versetzung an die deutsche Botschaft in der Sowjetunion (Politische Abteilung).
Von 1995 bis 1998 war Baas Botschafter der Bundesrepublik Deutschland in Georgien. Danach war er bis 2001 Leiter des Referats für Ostmitteleuropa, baltische Staaten, Norwegen, Island und Ostseerat im Auswärtigen Amt. Von 2001 bis 2003 war er Botschafter zur besonderen Verfügung im Auswärtigen Amt sowie Ko-Vorsitzender der deutsch-polnischen Regierungskommission für regionale Zusammenarbeit.
Von 2003 bis Juli 2006 war Baas Botschafter und Beauftragter für Russland, Zentralasien und Kaukasus des Auswärtigen Amtes (Politische Abteilung) und in dieser Funktion Koordinator der Gruppe der Freunde des VN-Generalsekretärs zu Georgien/Abchasien sowie von September 2006 bis September 2009 Botschafter der Bundesrepublik Deutschland in der Republik Korea. Im Jahr 2009 wurde er zum deutschen Botschafter in der Republik Indonesien, in Osttimor und bei ASEAN in Jakarta ernannt und hatte diese Funktion bis zu seiner Pensionierung 2012 inne.
Im Oktober 2012 wurde er in den Aufsichtsrat der Swiss German University in Jakarta berufen,. Von Juni 2013 bis Dezember 2017 war er Programmdirektor für Asien-Pazifik in der Internationalen Diplomatenausbildung der Akademie des Auswärtigen Dienstes. Er berät als Senior Advisor Bohnen Public Affairs Berlin. Im Dezember 2013 wurde Norbert Baas zum Vorsitzenden des Freundeskreises Schloss Wiepersdorf – Bettina und Achim von Arnim-Museum e.V. gewählt.
Norbert Baas ist seit 1992 verheiratet mit Annabel v. Arnim-Baas, Fachärztin für Kinder- und Jugendheilkunde in Berlin. Sie haben zwei Kinder.